# Monodictys anaptychiae
Monodictys anaptychiae är en lavart som först beskrevs av Gustav Lindau, och fick sitt nu gällande namn av David Leslie Hawksworth 1975. Monodictys anaptychiae ingår i släktet Monodictys, klassen Dothideomycetes, divisionen sporsäcksvampar och riket svampar.  Arten är reproducerande i Sverige. Inga underarter finns listade i Catalogue of Life.